# Zbornik
Zbornik je publikacija, navadno z znanstvenimi  prispevki več avtorjev, ki izhaja priložnostno.
Navadno je zbornik izdan ob različnih priložnostih. Tako je npr. lahko izdan:
- udeležencem kakega seminarja, simpozija, kongresa itd.
- ali v počastitev kakega pomembnega ustvarjalca, ali ob kakem pomembnem jubileju (jubilejni zbornik, spominski zbornik)
- ali ob obravnavanju določene tematike, o določenem področju (dijaški zbornik, zbornik letalskih podatkov itd.)

Beseda zbornik je izpeljana iz praslovanske besede s'ъbräti v pomenu zbrati, zbirati.